# Edward Natapei
Edward Nipake Natapei Tuta Fanua`araki (17. července 1954 – 28. července 2015) byl politik ostrovního státu Vanuatu. Působil ve funkci předseda vlády a místopředseda vlády Vanuatu. V roce 1991 byl ministrem zahraničních věcí. Od 2. března 1999 do 24. března byl 1999 prezidentem Vanuatu. Byl socialista, předseda strany Vanua'aku Pati, což je anglofonní politická strana.